# Víctor Gutiérrez Castro
Víctor Manuel "Vitola" Gutiérrez Castro (nació el 27 de enero de 1978 en Naucalpan, Estado de México), es un exfutbolista mexicano que jugaba en la posición de lateral por derecha. 

## Trayectoria
Surge desde niño su amor por el fútbol iniciando en las calles de la colonia San Martín Xochinahuác en la delegación Azcapotzalco, en equipos de fútbol del Deportivo Reynosa junto con su compañero y amigo , donde siempre va figurar como buen jugador. A principios de los 90 participó varios torneos en el Club Aztecas de la Liga de Fútbol Ciudad Satélite; ya de ahí trata de consolidar su carrera profesional y es así que, tras una carrera de sueños, logra ser parte de las fuerzas básicas del Cruz Azul, debutando en 1998 con el equipo filial Cruz Azul Hidalgo. Recibió la oportunidad de debutar con el primer equipo en 1999. A partir del Invierno 2000 se convierte en titular bajo el mando de José Luis Trejo y fue uno de los pilares de la defensa en aquellos buenos torneos de La Máquina tanto en México como en la Copa Libertadores.
Trejo, siendo director técnico de Jaguares de Chiapas, lo ficha de cara al Apertura 2004.
En el Apertura 2005 pasa al Club Necaxa, donde mejora un poco su promedio de minutos, afianzándose e incluso siendo adquirido de manera definitiva. Permaneció con los Rayos hasta el Clausura 2007,  ya que regresa al equipo que lo vio nacer donde solo duraría un año.
A partir del Apertura 2008 se va a jugar a Paraguay con el Club Sportivo 2 de Mayo, donde estuv un año. 
Se retiró, por las constantes lesiones que sufrió.

## Estadísticas
Las siguientes tablas detalla los encuentros disputados y los goles marcados en los clubes en los que militó y en selección nacional. 

### Clubes
| Cruz Azul F.C. · México |               |               |     |    |    |    |    |     |     |   |
| 1ª | 1999-00       | 10            | 0   | 1  | 0  | -  | -  | 11  | 0   |   |
| 1ª | 2000-01       | 26            | 0   | 4  | 0  | 14 | 1  | 44  | 1   |   |
| 1ª | 2001-02       | 31            | 1   | 3  | 0  | -  | -  | 34  | 1   |   |
| 1ª | 2002-03       | 36            | 1   | 4  | 0  | 12 | 1  | 52  | 2   |   |
| 1ª | 2003-04       | 15            | 0   | -  | -  | -  | -  | 15  | 0   |   |
| 1ª | 2007-08       | 1             | 0   | -  | -  | -  | -  | 1   | 0   |   |
| Total club | Total club    | 119           | 2   | 12 | 0  | 26 | 2  | 157 | 4   |   |
| Cruz Azul Hidalgo · México |               |               |     |    |    |    |    |     |     |   |
| 2ª | 1998-99       | 30            | 2   | -  | -  | -  | -  | 30  | 2   |   |
| 2ª | 2008-09       | 4             | 0   | -  | -  | -  | -  | 4   | 0   |   |
| Total club | Total club    | 34            | 2   | -  | -  | -  | -  | 34  | 2   |   |
| Jaguares de Chiapas · México |               |               |     |    |    |    |    |     |     |   |
| 1ª | 2004-05       | 20            | 1   | 3  | 1  | -  | -  | 23  | 2   |   |
| Total club | Total club    | 20            | 1   | 3  | 1  | -  | -  | 23  | 2   |   |
| Club Necaxa · México |               |               |     |    |    |    |    |     |     |   |
| 1ª | 2005-06       | 26            | 0   | 2  | 0  | -  | -  | 28  | 0   |   |
| 1ª | 2006-07       | 15            | 0   | 1  | 0  | 1  | 0  | 17  | 0   |   |
| Total club | Total club    | 41            | 0   | 3  | 0  | 1  | 0  | 45  | 0   |   |
| C.S. 2 de Mayo Paraguay |               |               |     |    |    |    |    |     |     |   |
| 1ª | 2008-09       | 16            | 1   | -  | -  | -  | -  | 16  | 1   |   |
| Total club | Total club    | 16            | 1   | -  | -  | -  | -  | 16  | 1   |   |
| Total carrera | Total carrera | Total carrera | 230 | 6  | 18 | 1  | 27 | 2   | 275 | 9 |
| (1)Incluye datos de la Copa México, Pre Pre Libertadores (1999, 2000, 2001 y 2002) e InterLiga (2005, 2006 y 2007). (2)Incluye datos de la Pre Libertadores (2001 y 2003) y Copa Libertadores (2001, 2003 y 2007). |               |               |     |    |    |    |    |     |     |   |

### Selección nacional
| Selección | Año   | Amistosos | Amistosos | Eliminatorias | Eliminatorias | Mundial | Mundial | Copa Oro | Copa Oro | Copa América | Copa América | Copa Confederaciones | Copa Confederaciones | Total | Total |
| Selección | Año   | Part.     | Goles     | Part.         | Goles         | Part.   | Goles   | Part.    | Goles    | Part.        | Goles        | Part.                | Goles                | Part. | Goles |
| --------- | ----- | --------- | --------- | ------------- | ------------- | ------- | ------- | -------- | -------- | ------------ | ------------ | -------------------- | -------------------- | ----- | ----- |
| México    |       |           |           |               |               |         |         |          |          |              |              |                      |                      |       |       |
| 2001      | -     | -         | 1         | 0             | -             | -       | -       | -        | -        | -            | -            | -                    | 1                    | 0     |       |
| 2002      | 2     | 0         | -         | -             | -             | -       | 3       | 0        | -        | -            | -            | -                    | 5                    | 0     |       |
| Total     | Total | 2         | 0         | 1             | 0             | -       | -       | 3        | 0        | -            | -            | -                    | -                    | 6     | 0     |

### Participaciones en fases finales y clasificatorias
| Competición                        | Categoría | Sede                                 | Resultado        | Partidos | Goles |
| ---------------------------------- | --------- | ------------------------------------ | ---------------- | -------- | ----- |
| Copa Oro CONCACAF 2002             | Absoluta  | Estados Unidos                       | Cuartos de final | 3        | 0     |
| Eliminatorias para el Mundial 2002 | Absoluta  | Norteamérica, Centroamérica y Caribe | Clasificado      | 1        | 0     |
| Total                              | –         | –                                    | –                | 4        | 0     |

### Partidos internacionales
| # | Fecha                 | Rival          | Sede             | Estadio           | Resultado | Competición                |
| - | --------------------- | -------------- | ---------------- | ----------------- | --------- | -------------------------- |
| 1 | 1 de julio de 2001    | Estados Unidos | Ciudad de México | Estadio Azteca    | 1-0       | Clasificación Mundial 2002 |
| 2 | 19 de enero de 2002   | El Salvador    | Pasadena         | Estadio Rose Bowl | 1-0       | Copa Oro CONCACAF 2002     |
| 3 | 21 de enero de 2002   | Guatemala      | Pasadena         | Estadio Rose Bowl | 3-0       | Copa Oro CONCACAF 2002     |
| 4 | 26 de enero de 2002   | Corea del Sur  | Pasadena         | Estadio Rose Bowl | 0-0       | Copa Oro CONCACAF 2002     |
| 5 | 13 de febrero de 2002 | Yugoslavia     | San Diego        | Qualcomm Stadium  | 1-2       | Amistoso                   |
| 6 | 13 de marzo de 2002   | Albania        | San Diego        | Qualcomm Stadium  | 4-0       | Amistoso                   |

## Palmarés

### Otros campeonatos
| Título                     | Club        | País   |
| -------------------------- | ----------- | ------ |
| Copa Pre Libertadores 2001 | Cruz Azul   | México |
| InterLiga 2007             | Club Necaxa | México |